# King Ly Chee
King Ly Chee (荔枝王) ist eine Hardcore-Punk-Band aus Hongkong.
Die Gruppe spielte bereits in Singapur, Malaysia, Indonesien, der Volksrepublik China, Thailand, Hongkong, Taiwan, Südkorea und den Philippinen und konnte durch Auftritte mit Bands wie Darkest Hour, Sick of It All, Comeback Kid, Shadows Fall und NOFX einen großen Bekanntheitsgrad im ostasiatischen Raum erreichen. Außerdem tourte die Gruppe mit der slowakischen Punk-Band Good Reason durch die Slowakei, Tschechien, Deutschland und Österreich. Dennoch ist King Ly Chee im europäischen Raum eher unbekannt. Für 2014 ist eine erneute Konzertreise durch Europa geplant, um das 15-jährige Bestehen der Band zu zelebrieren.
Die Gruppe veröffentlichte bisher vier Alben, dazu je eine Compilation, Split-CD und EP. Sänger Riz Farooqi ist Gründer des Labels Start from Scratch Records, dessen Name auf das gleichnamige Magazin, welches ebenfalls von Farooqi veröffentlicht wurde, zurückgeht. Die Texte wurden anfangs auf Englisch verfasst, bis 2007 bilingual (Englisch und Hochchinesisch in einem Song); seit 2007 werden die Stücke jeweils komplett in Englisch und Mandarin aufgenommen.
Die Gruppe spielte bereits auf mehreren großen Festivals, darunter dem Pulp Summer Slam, dem Baybeats, dem Formoz Festival und dem Busan International Rock Festival. Die Gruppe ist seit ihrer Gründung im Mai 1999 stetig von Besetzungswechseln geplagt – so ist Riz Farooqi der einzige Musiker, welcher seit der Gründung ununterbrochen bei King Ly Chee aktiv ist.

## Geschichte

### Die Anfänge (1999)
King Ly Chee wurde im Mai des Jahres 1999 in Hongkong gegründet. Zu diesem Zeitpunkt der Gründung war es für Bands, welche annähernd Metal respektive Hardcore Punk spielten, schwer innerhalb der Musikszene Fuß zu fassen. Der Punk-Rock war in Hongkong hingegen in voller Blüte. Bands wie Pregnant Men, That Guys Belly und Tokyo Sex Whale erhielten großen Bekanntheitsgrad im Land. Der Gründer der Band, Riz Farooqi, welcher ursprünglich aus Pakistan stammt, studierte bis Anfang des Jahres 1999 an einer US-amerikanischen Universität. Er startete das zweisprachige Magazin Start from Scratch um vor allem Jugendliche auf den Geschmack von Hardcore-Musik zu bringen. In diesem Magazin wurden Interviews, CD-Kritiken und Essays rund um die Metal- und Hardcore-Punk-Szene veröffentlicht. Das Magazin, welches Farooqi zu Beginn seiner Karriere herausbrachte, wurde zweisprachig veröffentlicht. In diesem veröffentlichte Farooqi nicht nur Interviews, sondern auch Artikel über Straight Edge und anderen alternativen Lebensweisen im Hardcore Punk. Da das Magazin nicht in Farbe, sondern in schwarz-weiß gedruckt wurde, wollten einige Einkaufsläden das Magazin nicht verkaufen. Mit der Zeit wurde Riz klar, dass „Worte“ nicht ausreichen würden um die Bevölkerung für diesen Musikstil zu begeistern und so entstand schließlich die Gruppe King Ly Chee.

„Words are incredibly powerful, but the true power of hardcore is watching it live. It’s all about watching the singers and band members kill themselves on stage, screaming their hearts out.“

Mit der Zeit stießen der Schlagzeuger Stephane Wong und Bassist Warrick Harniess aus Großbritannien zu Farooqi. Dieses Line-up hatte allerdings nur einen Monat Bestand, da verließ Harniess die Gruppe wieder. Nach zahlreichen Line-up-Wechseln besteht die Gruppe heute aus Riz Farooqi (Gesang), Brian Chi Wong, Kent Wong (beide E-Gitarre) und Joe Wu (Bassgitarre). Der letzte Schlagzeuger von King Ly Chee, Egas Mateus da Silva, spielte von 2009 bis 2012 in der Band.

### Das erste AlbumWe Are Who We Are(2000–2002)
Bereits im Jahr 2000 erschien mit We Are Who We Are das Debütalbum von King Ly Chee, welches im Do-it-yourself-Prinzip entstand. Das Geld für die Aufnahmen lieh sich die Gruppe vom Onkel ihres Bassisten Alex Chung. Die Aufnahmen entstanden innerhalb von zehn Stunden im A.Room durch Davy Chan.
Im Juli und August folgten die ersten Auftritte auf internationalem Boden. Das erste Festival, bei dem die Band zu sehen war, war das Formoz Festival im taiwanesischen Taipeh. Bereits im August folgte das erste Konzert in Südkorea. Dieses fand im Rahmen des Youth Festivals in Seoul vor knapp 10.000 Besuchern statt. Im November tourte die Gruppe erstmals durch die Volksrepublik China, mit Konzertstationen in Peking, Shenzhen, Guangzhou und Wuhan.
Im April des Jahres 2001 folgte ein Auftritt auf dem Spring Scream in Kenting, Taiwan, vor etwa 3.000 Zuschauern. Ein Jahr später spielte die Gruppe erneut auf diesem Festival. Im Dezember 2002 trat King Ly Chee in Taipeh und Taichong auf. Stephane Wong verließ die Band 2001 und wurde erst 2002 durch Kevin Li ersetzt. Außerdem stieß mit Andi Chung, der wie Farooqui zuvor in den Vereinigten Staaten studiert hatte, im Jahr 2001 ein Gitarrist zur Band.

### Erste Erfolge mitStand StrongundUnder One Flag(2003–2008)
Nachdem die Gruppe in den letzten beiden Jahren mit Touren beschäftigt war, erschien im Jahr 2003 das Nachfolger-Album Stand Strong, welches von Paul Wong, einem bekannten Rockmusiker aus Hongkong, produziert wurde. Es erreichte Platz 11 der HMV-Charts. Einige Monate später erschien die DVD zum Album. Es erschien über Polar Bear Records, dem Label von Paul Wong, welcher die Band unter Vertrag genommen hatte.
Im April 2003 spielte King Ly Chee erneut auf dem Spring Scream, ehe im Juli ein erneuter Auftritt auf dem Formoz Festival stattfand; im Februar 2004 trat man im Rahmen einer Südostasientour in Bangkok, Kuala Lumpur und Singapur auf. Dem folgten im Dezember erneute Auftritte in jenen drei Städten sowie in Johor Bahru. Bis August 2005 war es still um die Gruppe. Dann folgten zwei Konzerte in den südkoreanischen Städten Seoul und Cheongju.
Im Jahr 2006 gründete Sänger Riz Farooqi das Label Start from Scratch Records. Dank der Hilfe der slowakischen Politpunkband Good Reason konnte die Gruppe im Januar 2006 mit Konzerten in Bratislava, Most, Hamburg, Berlin, Prag und Gleisdorf erstmals durch Europa touren. Diese Tour dauerte zehn Tage. Außerdem wurde eine Split-CD mit der Band unter dem Namen Under One Flag veröffentlicht. Die Musiker Alex und Andy Chung sowie der Schlagzeuger Ming So verließen King Ly Chee. Ming So war erst im Jahr 2005 zur Band gestoßen, nachdem Kevin Li die Gruppe verlassen musste. Mit G Tsui (Gesang), Kim Mang Leung (Schlagzeug) und Pong Law (Bassgitarre) stießen drei neue Musiker zur Hardcore-Punkband.
Außerdem wurde im Jahr 2007 Brian Chi Wong in die Gruppe aufgenommen. Dieser lebte zu diesem Zeitpunkt in Australien und spielte dort in der Nu-Metal-Band Fingtauyuen. Wong mailte ein paar Songs der ersten Veröffentlichung an Riz Farooqi. Im Mai 2007 tourte King Ly Chee als Vorgruppe von NOFX auf deren Asientour durch Asien und machte Station in Peking, Taipeh, Manila, Kuala Lumpur, Singapur, Jakarta und Bali. Im Jahr 2008 erschien die EP „Unite Asia“, welche die Band zum kostenfreien Download anbot. In Quezon City spielte die Gruppe am 26. April auf dem Summer Slam im Amoranto Stadium mit Darkest Hour vor knapp 26.000 Besuchern.

### Erste Best-of-Veröffentlichung10 Years of King Ly Chee(2009–2011)
Im Jahr 2009 erschien die Compilation-CD 10 Years of King Ly Chee, die die besten Songs der vergangenen Alben beinhaltet, zum zehnjährigen Bandjubiläum. Kin Man Leung verließ die Gruppe nach drei Jahren wieder und wurde durch Egas Mateus da Silva (ehemals bei Uni-k) am Schlagzeug ersetzt. Mit da Silva stieß sein Bandkollege Kent Wong (E-Gitarre) zur Band. Beide Musiker stammen nicht aus Hongkong, sondern aus Macau. Da Silva arbeitete als Teilzeitstudent mit der Regierung von Macau. Gemeinsam tourte die Gruppe im Dezember 2009 auf dem chinesischen Festland mit Konzerten in Shenzhen, Hongkong, Zhuhai, Guangzhou, Changsha, Wuhan, Chongqing, Nanjing, Shanghai, Chengdu, Xi’an und Peking. Bereits im April spielte die Gruppe auf dem Summer Slam im philippinischen Manila gemeinsam mit Shadows Fall vor mehr als 32.000 Zuschauern.
Im Mai folgten auf den Philippinen drei Konzerte in Manila, Cavite und Olongapo City. Im Jahr 2010 wurde Joe Wu als Bassist in die Gruppe aufgenommen. King Ly Chee spielte in diesem Jahr hauptsächlich auf Festivals wie dem MIDI Music Festival in der chinesischen Hauptstadt, dem Busan International Rock Festival im südkoreanischen Busan und Baybeats in Singapur. Am 17. Februar 2010 trat die Gruppe gemeinsam mit Chicosci als Vorband für Glassjaw auf. 2011 spielte die Gruppe lediglich auf dem Forever Young Music Festival in Chengdu; am 8. Dezember 2011 durfte die Gruppe als Opener für Parkway Drive in Hongkong auftreten. Vier Tage zuvor spielten King Ly Chee bereits mit No Turning Back.

### Drittes und viertes Album:Time Will ProveundCNHC(2012-heute)
Knapp neun Jahre nach der Veröffentlichung des zweiten Studioalbums Stand Strong erschien mit Time Will Prove das dritte Studioalbum der Band. Das Album wurde als Digipak veröffentlicht und enthält ein Album in einer englischen sowie in chinesischer Fassung. Als Gastmusiker sind Paul Wong (im Song No Second Chances), Andrew Neufeld von Comeback Kid (On the Road) und Wu Wei (Scream for Life) zu hören. Am 3. Februar 2012 spielte die Gruppe gemeinsam mit Anti-Flag.
Im März folgte die Time Will Prove Tour, welche durch die Volksrepublik China führte. Die Gruppe gab Konzerte in Chengdu, Chongqing, Wuhan, Peking, Zhengzhou, Guangzhou und Xi’an. Im Mai trat die Gruppe auf dem Gegey Music Festival in Kuala Lumpur auf; einen Monat später folgte ein Gig auf dem Unity Fest in Johor Bahru und weitere zwei Monate später spielte die Gruppe erneut auf dem Baybeats in Singapur.
Zwischenzeitlich hatte der Schlagzeuger Egas Mateus da Silva die Gruppe verlassen. Am 30. September 2012 trat King Ly Chee auf dem erstmals veranstalteten CNHC Hardcore Festival in der chinesischen Hauptstadt als Headliner auf. Es ist das allererste Hardcore-Punk-Festival in der Geschichte des Landes. Die Band äußerte sich mit gemischten Gefühlen über die Austragung des Festivals. Auf der einen Seite freuen sich die Musiker sehr auf diesen Auftritt, da es das erste Hardcore-Punk-Festival in der Geschichte Chinas sei, auf der anderen Seite fänden sie es schade, dass in Hongkong bisher noch nie ein derartiges Spektakel organisiert worden war. Die Musiker forderten die Regierung Hongkongs dazu auf, die „Vergangenheit und den kindischen Bullshit zu vergessen um zu prüfen, wie ein neues Kapitel in der Geschichte des Landes begonnen werden kann“.
Am 27. Januar 2013 spielte die Gruppe als Support für Comeback Kid, die an diesem Tag in Hong Kong zu sehen waren. Mitte März fand ein Auftritt mit der Band Sick of It All statt. Am 7. September 2013 spielte die Gruppe auf der zweiten Auflage des CNHC Hardcore Festivals mit anderen chinesischen Rockbands im Mao Livehouse in Peking. Laut einem Beitrag von Legends Arising plane die Band erstmals seit 2006 wieder durch Europa zu touren, um ihr 15-jähriges Bestehen zu feiern. Die Musiker sollten von Stronger Booking unterstützt werden. Die Tournee wurde jedoch nicht absolviert. Stattdessen arbeitete die Gruppe an ihrem neuen Album, welches CNHC heißt, und im Dezember 2014 als CD-Boxset veröffentlicht wurde. Als Gastmusiker ist Lou Koller, Sänger der Band Sick of It All, zu hören. Zwischen dem 12. und 21. Juni 2015 absolvierte die Band eine Ostasien-Tournee, welche zehn Auftritte umfasste. Am 31. Mai 2015 veröffentlichte die Band eine neue Version des Stückes Unite Asia aus dem Jahr 2006. Auf der überarbeiteten Fassung sind Gastmusiker aus 16 weiteren Hardcore-Bands aus ganz Asien vertreten. Zwischen dem 25. September und dem 4. Oktober 2015 folgte eine Tour durch Südostasien als Hauptsupport von Sick of It All. Die Konzertreise führte unter anderem durch die Philippinen, Thailand, Singapur und Malaysia. Im Juli 2016 spielt die Gruppe erstmals vier Konzerte entlang der Ostküste der Vereinigten Staaten. Dabei wurde King Ly Chee von der Band Sick of It All eingeladen. Außerdem spielen Street Dogs auf allen vier Konzerten mit. Außerdem erschien mit Be Water eine neue EP als Download.
Sänger Riz Farooqi arbeitet nebenbei als Grundschullehrer und unterrichtet sechs- bis siebenjährige Kinder.

## Stil, Bandname und Kontroversen

### Musik
Die Gruppe spielt den klassischen Hardcore Punk, wo sie zeitweise Einflüsse aus dem Punk und Metal einbauten, was auf die ständigen Besetzungswechsel zurückzuführen ist. Dieses hatte auch Einfluss auf das Erarbeiten der Songs, in denen die zwischenzeitlichen Musiker ihre musikalischen Einflüsse einbauten. Als musikalischen Haupteinfluss nannte Sänger Farooqi in einem Interview mit hardcoretimes.net im Jahr 2002 bekannte Szenebands wie Shai Hulud, Sick of It All, Bane, Poison the Well, Envy, American Nightmare, Good Clean Fun, Time Spent Driving, The Appleseed Cast aber auch Gruppen wie U2, Coldplay, Slayer und die frühen Sepultura.
In den ersten Monaten des Bandbestehens spielte King Ly Chee einen Mix aus Hardcore-Punk, Metal, Emocore, Punk und Indie-Rock, wodurch auch der Gesang eine größere emotionale Intensität erreichen konnte. Die Progressivität der Musik beschreibt Sänger Farooqi als natürlich, da diese bereits in den Anfängen der Band vorhanden war, zu Zeiten, als er die Songs noch komplett selbstständig geschrieben und komponiert hatte.

### Texte
Die Band schrieb die Texte ihres Debütalbums We Are Who We Are zunächst lediglich in englischer Sprache, was nicht gut in der Bevölkerung ankam, da ein Großteil der chinesischen Bevölkerung kaum Englisch spricht. Daraufhin entschied Riz Farooqi gemeinsam mit dem damaligen Bassisten, die Veröffentlichungen künftig bilingual, in Englisch und dem hochchinesischen Dialekt Mandarin, zu veröffentlichen. So sollten mehr Chinesen mit King Ly Chees Musik angesprochen werden. Im Jahr 2007 hatte Farooqi jedoch genug, die Texte zweisprachig zu verfassen; daraufhin entschied er, jeden Song zweimal aufzunehmen. Riz Farooqi verfasst die englischsprachigen Texte, welche dann von Brian Chi Wong auf Mandarin übersetzt werden. Dabei versucht dieser den Rhythmus des Songs nicht zu verändern.
In den Texten geht es um persönliche Erfahrungen der Musiker, um das Leben in Hongkong und der Volksrepublik China sowie um Rassismus. Auch orientieren sich die Musiker an Hardcore-Punkbands mit positiver textlicher Einstellung respektive einer wichtigen Nachricht, welche die Musiker gemacht haben, sei es aus Lebenserfahrung, Politik oder sozialen Verhältnissen.

### Stellung zur nationalen und internationalen Musikszene
Die nationale Musikszene ist auf einer kommerziellen Formel aufgebaut. Riz Farooqi ist der Meinung, dass die Songtexte um „Leben und Tod“ einer Band entscheiden könnten; vor allem in einem Staat, in dem eine einzige Musikrichtung dominiert – in Hongkong ist das der Cantopop –, bestehe die Gefahr, dass eine Band in das Raster dieses marktbeherrschenden Genres eingeordnet wird. Er beschreibt, dass der Cantopop wie eine „unheilbare Erkrankung“ für eine Band ist. Auch kritisiert Farooqi die lyrischen Hintergründe dieser Musik, die oft nur halbherzig erarbeitet oder von weltbekannten Hits abgekupfert, ein wenig bearbeitet und auf die zentralen lyrischen Themen der Cantopop-Musik, Liebe und Romantik, gekürzt würden. Weil diese Formel, laut Farooqi, jahrzehntelang erfolgreich war, müsste diese von der chinesischen Musikindustrie nicht geändert werden.
Andere Musikrichtungen agieren im Untergrund, da diese von der Musikindustrie nicht oder nur unzureichend gefördert werden. Aus diesem Grund schaffen es die meisten Undergroundbands nicht über den Hobbystatus hinauszukommen. Farooqi beschreibt dies als häufigsten Grund, weshalb viele Bands nach nur wenigen Monaten oder Jahren die Musik aufgeben. Er beschreibt, dass King Ly Chee nicht nur eine Band, sondern ein Lebenswerk der Musiker ist, weshalb diese bis heute existiert. Die Band ist die erste, die es schaffen konnte, die Psyche der Jugend teilweise zu verändern. Sie erhielt demnach viele E-Mails von Fans und Jugendlichen, welche sich bei der Band für ihre ehrlichen Texte bedankten.
Hardcore-Punk-, Metal- und Punkbands aus Hongkong kopieren laut Farooqi keine Weltgrößen aus anderen Ländern. Er sagt aber, dass er viele Nu-Metal-Bands kenne, die stark an Slipknot, Korn oder Soulfly erinnern. Ansonsten spielten alle anderen Bands ihren eigenen Sound. Im Vergleich zu der Hardcore-Punkszene auf dem amerikanischen und europäischen Kontinent ist die Szene in Hongkong wesentlich kleiner. Im Jahr 2002 existierten lediglich drei Hardcore-Punkbands, in denen teilweise Musiker von King Ly Chee involviert waren. In manchen Staaten Südostasiens, darunter Japan, Malaysia, Singapur, Indonesien und den Philippinen, existieren ausgeprägtere Szenen.

### Bandname
Kurz nachdem die Gruppe von Sänger Riz Farooqi ins Leben gerufen wurde, suchte er nach einem passenden Namen für die Band. Mit diesem Namen wollte er schließlich die Volksrepublik China und Hongkong repräsentieren. In Anbetracht der Hoffnung, dass die Gruppe Hongkong mit der Zeit immer häufiger verlassen werde, um ihr Programm in anderen Regionen der Welt zu spielen, sollte der Name ausdrücken, dass Hongkong mehr zu bieten hat als kommerzielle Popmusik. Nach längerem Brainstorming, wobei laut Band die dämlichsten Bandnamen – beispielsweise Bahnhofsnamen wie Causeway Bay – entstanden waren, entschied sich die Gruppe für den Namen King Ly Chee.

### Kontroversen
In einem Interview mit shanghaiist.com berichtete Riz Farooqi, dass er einmal aus einem Flugzeug der Hongkonger Fluggesellschaft Dragonair (heute Cathay Dragon) geworfen wurde, weil er gebürtiger Pakistani sei, obwohl er seine Kindheit in Hongkong verbracht hatte. Während er von einer Stewardess sowie dem Piloten der Maschine aufgefordert wurde, den Flieger zu verlassen, durfte der Rest der Band, welche allesamt chinesischer Abstammung waren, an Bord bleiben. Farooqi wurde vom Sicherheitsdienst aus dem Flugzeug befördert. Daraufhin zeigte er das Flugunternehmen bei der Kommission für Gleichberechtigung in Hongkong an und bezeichnete die Millionenmetropole Hongkong als die „rassistischste Stadt Chinas“; er habe im restlichen China niemals so viel Rassismus erlebt.
Farooqi wurde in einem Song der Band Smoke Town aus Guangzhou attackiert, obwohl die Band noch nie Kontakt mit King-Ly-Chee-Musikern, insbesondere deren Sänger, gehabt hatte. In ihrem Lied China Hardcore hieß es:

„C~N~H~C！！！！

China hardcore now (4x) 

Fuck that hardcore (3x) 

Fuck Riz fuck that“

„C~N~H~C!!!! 

China Hardcore jetzt (4x) 

Scheiß auf diesen Hardcore (3x) 

Fick dich, Riz, fick das“

In obigem Statement gab Farooqi Rassismus in Bezug auf seine Herkunft und Hautfarbe als einen möglichen Grund für diesen Text an.
Obwohl die Gruppe zu den bekanntesten Hardcore-Punkbands des Landes zählt, spielen King Ly Chee ihre Shows in Hongkong vor lediglich knapp 150 Zuschauern, auch wenn Bands wie Terror oder Misery Signals durch Hongkong touren. Als die Gruppe mit der weniger bekannten Hardcore-Punkband Have Heart auftraten, besuchten lediglich 43 Besucher das Konzert. Auf ihrer Europatournee im Jahr 2006 spielte die Gruppe in der deutschen Hauptstadt Berlin vor lediglich fünf zahlenden Besuchern. Laut Sänger Farooqi kam das nur zustande, weil die Shows auf der Tour nicht promotet wurden; Ausnahmen der weniger erfolgreichen Tour bildeten die Auftritte in der Slowakei und in Tschechien.
Die Band steht auf der schwarzen Liste der Volksrepublik China, sodass es der Gruppe untersagt ist, auf großen Musikfestivals in diesem Land aufzutreten.

### Bekanntheit
King Ly Chee genießt nicht nur wegen ihrer zahlreichen Auftritte und Tourneen vor allem im ostasiatischen Raum einen hohen Bekanntheitsgrad. Auftritte mit Bands wie NOFX, Shadows Fall und Darkest Hour förderten den Bekanntheitsgrad der Gruppe. In Europa gilt King Ly Chee noch als Geheimtipp.
Das Time Out Magazine bezeichnete King Ly Chee als „Fackelträger“ des Hardcore-Punkgenres in Hongkong, da die Gruppe bereits seit mehr als einem Jahrzehnt bestehe, was für Bands in Hongkong ungewöhnlich sei. Das Magazin beschreibt, dass es normal sei, wenn man nach nur wenigen Jahren nichts mehr von seiner Lieblingsband höre.
Auch die Präsenz in sozialen Netzwerken wie Facebook, Myspace und der Videoplattform YouTube fördert Interesse und Bekanntheitsgrad weltweit. So zählt die Gruppe über 7.000 „Gefällt-mir-Angaben“ bei Facebook, darüber hinaus mehr als 9.000 Freunde, mehr als 240.000 Profilaufrufe und gespielte Titel im sechsstelligen Bereich bei Myspace.

## Diskografie

### EPs und Split-Veröffentlichungen
- 2006: Under One Flag (Split-CD mit Good Reason)
- 2008: Unite Asia
- 2016: Be Water

### Alben
- 2000: We Are Who We Are (Eigenproduktion)
- 2003: Stand Strong (Polar Bear Records)
- 2012: Time Will Prove (Start from Scratch Records, Hotpot Music)
- 2014: CNHC (Start from Scratch Records)

### Kompilationen
- 2009: 10 Years of King Ly Chee

### Sampler
- 2012: Core in China[26]